# 歩兵

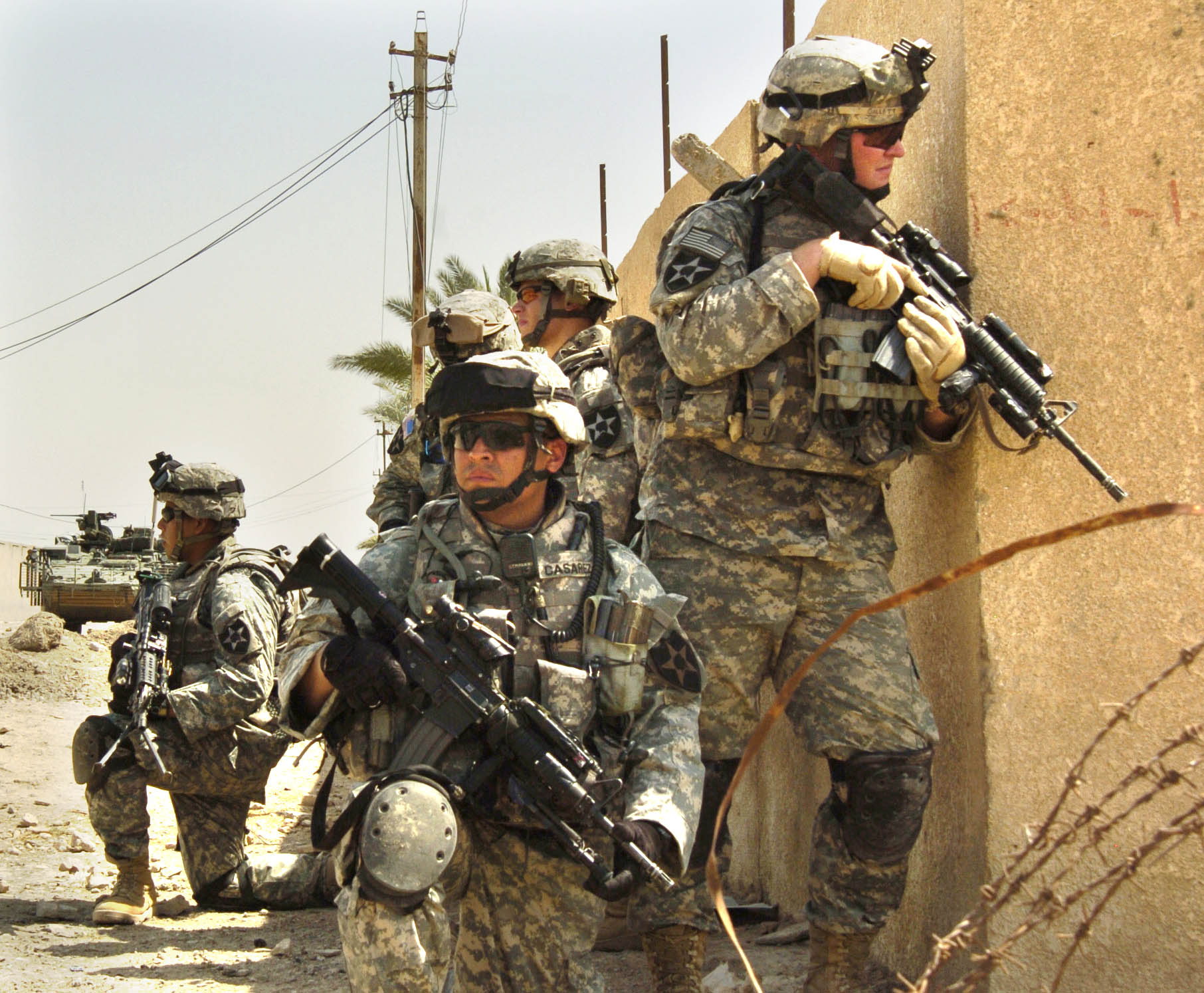
M4カービンやM249軽機関銃を構えてバグダードで偵察任務を遂行する米陸軍第2歩兵師団所属の歩兵

歩兵（ほへい、英: infantry）は、主に徒歩で戦闘する兵士である。戦闘、治安維持、災害対処などあらゆる任務に対応し、常に国防の骨幹となる戦力である。自衛隊用語では普通科という。

## 概説
歩兵は古代から現代まで常に陸上戦力の基幹であり、さまざまな地形、任務、状況に柔軟に対応し、戦闘の最終的な勝敗を決するものである。
アサルトライフルや機関銃、手榴弾あるいは対戦車兵器などの小火器を携行する。機動力が重視される現代の戦争においては歩兵も機械化されることが多い。歩兵戦闘車や装甲兵員輸送車などの車輛（AFV）で歩兵移動する歩兵を自動車化歩兵という。逆に戦場でAFVの支援を受けない歩兵を軽歩兵と呼んで区別する。また主として固定翼航空機（輸送機）で移動し落下傘降下できる歩兵を空挺兵、主として回転翼機（ヘリコプター）で移動する歩兵を空中機動歩兵などと呼ぶ。また、艦隊に配置された歩兵である海兵隊（海軍歩兵）や、艦船乗組員を武装させて歩兵に仕立てた陸戦隊もある。近年は非対称戦への要求が高まり、歩兵をさらに精鋭化した特殊部隊の需要が増している。

## 歩兵の歴史
歴史を通じて見ても、歩兵はほとんどの軍隊において核となる存在であった。これは歩兵の持つ戦闘能力の柔軟性や多様性による部分が大きい（有事において急速に補完することも可能な戦力という一面もある）。ここでは、近代の世界の軍隊に大きな影響を与えた欧州のものを中心に、歩兵の歴史をおおまかに辿る。

### 古代
鐙が発明されておらず、車輪もようやく発明されたばかりの古代社会においては騎兵部隊や戦車部隊といった兵種はごく限られた市民などの階級が担当するのが常であり、従って騎馬民族を除く殆どの文明の主力の部隊は歩兵だった。そもそも新大陸や太平洋の諸島のように車輪どころか馬とその他の大型の家畜すら知らない文明であれば歩兵のみが戦力となり機動力や突進力、兵站面での運搬能力がそこで大きく削がれた。それは外部から車輪や大型の家畜が持ち込まれるまで、それこそ現代に至るまで続いた。
古代ギリシア時代、ポリス（都市国家）の市民を担い手とする重装歩兵が誕生し、彼らが密集隊形を組んで戦う戦術（ファランクス）が用いられるようになった。この革新的な戦術はペルシャ戦争において、数的に勝るペルシャ軍を何度も打ち破った事でその勇名を広めた。ギリシアではこの他にもパノプリア（完全な鎧の意）やペルタステス（軽装兵）といった歩兵も登場する。ギリシャの歩兵戦術はアレクサンドロス大王の時代にヘタイロイを中核とするマケドニア軍の騎兵戦術と合体（鉄床戦術）し、東方に一大帝国を築き上げる要因となった。更にそれより後に覇権を握る事になる古代ローマは、ギリシャと同じ市民兵制度であり、騎兵の安定供給が難しいなどよく似た環境に存在していた事から、初めは自然とファランクスを模倣していた。しかし騎兵を活用したカルタゴ軍との戦いや散兵戦術を取るガリア軍との戦いの中で次第に独自の戦術を編み出していき、こうした努力はレギオンというより洗練された編制、隊形、指揮系統を持つ戦術に繋がっていった。またその構成要員も数千人にまで達するようになった。

### 中世から近世
蛮族の大移動により西ローマ帝国が崩壊すると、新たに訪れた中世ヨーロッパにおいてはその後長きに亘って、歩兵に代わり騎兵が軍で優位を占める時代となった。これには馬の改良や鐙の登場だけでなく、戦闘の形態が大勢力による軍勢の衝突から、騎馬民族の荒略に対する迎撃や追撃に焦点が移動したためである。重装騎兵は日々の訓練が必要でありまたウマの肥育や装備の準備など経済力が要求されることから、封建社会の確立や地方分権の進展により定着した。かつてのような市民兵からなる歩兵の密集隊形は姿を消し、代わりに少数の貴族による重装騎兵（騎士）が戦いの中心となった。こうした傾向は最終的に一騎討ちという儀礼的な戦闘を交わすのみにまで陸戦の戦術的退化を招いた。
しかし中世後期ごろから中央集権化を果たした大国同士の戦が増えると再び戦いは歩兵を中心としたものに戻り始める。中世の終わりに起きた百年戦争で長弓兵や槍兵を主力とするイングランド軍が、貴族や騎士からなるフランス軍の騎兵部隊を完膚なきまでに破り（クレシーの戦い、ポワティエの戦い）、その決定的な契機になった。歩兵は再び軍隊における最も重要な存在へと復権を果たし、騎兵は副次的な存在として軽装さから来る機動性が重要視されるようになった。マキャベリは君主論において騎兵による散発戦闘ではなく、常設歩兵軍による集団戦法の有効性を論じた。
騎士文化を過去の物とした長弓は、より貫通力・殺傷力の高いマスケット銃が登場した後も、射程・命中率・攻撃力の集中・発射速度の点で優れていたことから並行して数百年の間使用されつづけた。しかし長弓は効果的に使うためには非常な熟練を要する武器であり、実戦で戦えるまで訓練するのには長い時間がかかった。このような欠点とは反対に、テルシオ隊形や三兵戦術の研究が進み、また数週間から数か月訓練した多数の人員と豊富な資金と銃や火薬の製造所さえあれば、編制可能なマスケット銃兵の部隊が用いられるようになった。また近世より産業化が進行し、田園的な貴族制は廃れて、都市に人と富が集中したことが、訓練は十分ではないものの大規模な歩兵部隊の迅速な招集を可能にした。
騎兵の機動性の向上、強い打撃力に対応して、歩兵にとっては槍が身を守る為の重要な武器となった。当初はマスケット銃兵に槍兵（パイク兵）が混成され、発砲の合間銃兵を護衛していたが、銃剣が普及するようになり銃兵に刀剣戦闘力が付加されるに至り、槍兵は姿を消し、近代の歩兵の姿が確立され始めた。

### 近代 機械化へ
歩兵の輸送手段は、それまでは徒歩や船、馬であったが、19世紀より鉄道が使われ始め、1890年代以降いくつかの国では自転車が採用された（馬もしばらく併用されている）。第二次世界大戦では日本陸軍の歩兵が自転車で移動し、大成功を収めた（銀輪部隊）。機動性における大きな革新は、1920年代以降より始まり、自動車を使った自動車化歩兵の部隊が生まれた。この頃から、移動中の兵士の安全を確保することの重要性が認識されるようになり、移動時に装甲車を使用する機械化歩兵が編成されるようになった。

### 現代 新たな歩兵
現代の歩兵は、装甲車や火砲、ヘリコプター等航空機に支援されて行動するが、依然として地上の特定の地域を占領、確保することができる唯一の兵種である。このため戦争遂行にとって必要不可欠な存在であり続けている。また個人が携帯出来る武器の火力が高くなり、ゲリラ戦や市街戦などの非対称戦争が増加する傾向から歩兵に高度に専門的な訓練を施した特殊部隊が各国で配備されつつある。

## 分類
歩兵は、作戦行動中は主に徒歩で活動する兵士の総称であるので、その装備や技能、運用形態や戦術的役割によっていくつかに分類ができる。

### 現代の分類
ここでは現代における師団・旅団レベルにおける歩兵の基本的な分類を述べる。（Field Manual 100-5を参考）
軽歩兵（Light Infantry）
正規の歩兵に対して、装甲車両や火砲などの装備が軽量である歩兵部隊。
空挺兵（Airborne Infantry）
航空機で戦略的な長距離を迅速に移動し、空港施設に頼ることなくパラシュート降下で着陸が可能な歩兵を指す。交戦地域に展開した後は軽歩兵と同様の能力を発揮する。降下に高度な能力が必要で人員が限られる上、着地地点にばらつきが生じるため、特殊な作戦以外は、通常歩兵の補助的な役割でしかなくなっている。
空中強襲歩兵（Air Assault Infantry）
ヘリコプターなどの航空機で輸送され、交戦地域に速やかに展開・撤収する空中機動作戦が可能な作戦的、戦術的機動力を有する歩兵を指す。敵の支配地域に潜入し、後方連絡線を切断、敵部隊に対する奇襲、破壊工作を実行できる。
レンジャー（Ranger Units）
特殊な作戦において運用されることを想定して訓練された歩兵部隊。組織によって意味付けは異なるが、精鋭歩兵と見做される事が多い。
機械化歩兵（Mechanized Infantry）
装甲車両を用いて地上を迅速に移動できる歩兵を指す。機甲部隊と同等の機動力を持つため、友軍の戦車部隊と連携して作戦を実施できる。

自動車化歩兵（Motorised Infantry）
非装甲の自動車で移動する部隊。現代の歩兵は原則として自動車化歩兵なので、単に歩兵とされることが多い。

### 現代に於ける代表的な歩兵の区分
ポイントマン
前方警戒を行いながら部隊を先導する歩兵（斥候）を指す。
小銃手（ライフルマン）
小銃を主たる武装とした歩兵。小銃は歩兵銃とも呼ばれ、最も基本的な武器と言える。現代ではアサルトライフルが一般的。
衛生兵
戦闘において負傷兵に応急処置を施す兵士を指す。一般の歩兵と行動を共にするほか、作戦地域からやや離れた地点で待機する場合もある。純粋な戦闘員ではないが、自衛目的の武器を携行・使用することが認められている。
通信兵
戦闘中でも部隊外と通信するため、トランシーバーを携行した（中くらいの可搬型機器を背負っている）歩兵を指す。
狙撃兵（sniper）・選抜射手(marksman)
戦闘において比較的遠距離から狙撃を行う歩兵を指す。狙撃用スコープ付小銃（狙撃銃）や弾道計算機など特殊な装備を持つ兵。狙撃兵は上級指揮官の暗殺や長距離からの恐怖攻撃を目的に、観測兵などと共に独立して行動する。選抜射手は一般の歩兵と行動を共にする狙撃手で、見通しのよい場所からの火力支援を通じて部隊の戦闘行動を支援する。
機関銃手
分隊支援火器や汎用機関銃で武装して、火力支援や制圧射撃を行う歩兵を指す。
擲弾手
擲弾発射器で火力支援を行う歩兵を指す。一般歩兵に随伴する場合には、小銃に固定式のグレネードランチャーを取り付けるか、専用の擲弾銃が用いられる。
対戦車特技兵（対戦車兵器手）
対戦車ミサイルやロケットランチャー、携行無反動砲などの携帯式対戦車兵器を運用する歩兵を指す。
対空特技兵（SAM手）
FIM-92 スティンガーや9K32 ストレラ-2などの携帯式地対空ミサイルを運用する歩兵を指す。
迫撃砲兵
迫撃砲を運用する歩兵を指す。迫撃砲は口径により複数種類が採用されていることがほとんどで、大口径のものほど、より上級部隊の管理下に置かれる。

### 歴史的な分類
歴史的には歩兵もさまざまな装備・編成で用いられてきた。
槍兵
槍もしくはそれに準ずる棒状の武器で武装した歩兵であり、特に長槍兵などは騎馬に対抗する主力となった。古来から世界各地で見られる一般的な歩兵であり、近接戦闘における主力であった。しかし、銃剣の普及に伴って姿を消した。
弓兵
弓矢で武装した歩兵。弩やクロスボウを装備する歩兵もこれに含む。
これも古来から世界各地で見られる一般的な歩兵であった。主に遠距離から敵陣に矢を放って陣形をかく乱したが、銃や大砲の発達によって姿を消した。
重装歩兵
甲冑や兜・脛当て・盾を装備して防御力を向上させた歩兵で、密な戦列を組んで戦う。密集隊形のおかげで突破力と防御力は高いが、隊列を維持しての高速移動は苦手。
古代ギリシャ、マケドニアのファランクスや古代ローマのレギオンが有名。
戦列歩兵
マスケット銃と銃剣で武装し、戦列（横隊など）を組んで戦闘を行う歩兵である。近世ヨーロッパにおいて極端に発展し、戦闘における主役となったが、銃や砲の性能の向上にしたがって姿を消した。
擲弾兵
擲弾（手榴弾）を投擲する兵士。近世ヨーロッパで登場したが、当時のそれは危険が大きい割に効果が低かったため擲弾を使用する機会がほとんど無くなったものの、精鋭部隊の名誉称号として使われるようになった。
現在では手榴弾は歩兵の一般装備と化しており、あえて言うならばグレネードランチャーや対戦車ロケットランチャーを運用する歩兵がこれに当てはまる。
散兵
戦列を組まず、散開して遠距離射撃を担当する歩兵で、猟兵とも呼ばれる。
現在では密な戦列を組むこと自体がなくなったため、散兵と呼ぶことはほとんどない。猟兵についてはドイツでは空挺部隊（降下猟兵）や山岳部隊（山岳猟兵）、軽歩兵部隊の称号として用いており、フランス軍でも一部の部隊が猟兵を名乗っている。

## 部隊構成
歩兵部隊の編成は組織や時代によって非常にばらつきがあり一概には言えない。
基本的に現代の軍隊では二人から六人程度で構成される班が戦闘の最小の行動単位となり機関銃などの制圧火器がしばしばこの部隊に配備される。二個から三個の班から構成される分隊があり（分隊支援火器として制圧火器がこの分隊に配備される場合もある）、分隊が三個から四個ほど集まった部隊を小隊、小隊が三個から四個ほど集まった部隊を中隊とする。中隊の規模になってくると歩兵の人員数は100～250人程になり、歩兵の部隊における比率は60%から90%程度になってくる。中隊がさらに三個から五個ほど集まって大隊となり、大隊は部隊を支援するための火砲や車両などを装備し、おおむね少佐や中佐といった士官が指揮を執る。その大隊を三個から四個ほど擁するのが連隊または旅団と呼ばれる。この連隊や旅団は大体1500～2500人程度の人員を抱え、中佐や大佐が指揮を執り、支援として戦車隊や工兵隊なども部隊を構成する場合がある。この程度の規模の部隊になれば歩兵の比率は25%から60%程度になってくる。ちなみに旅団や連隊よりも大規模な師団という部隊の単位も存在する。
時代によっても歩兵の編成は変わってくる。例えば古代中国では卒、伍、隊、旅、軍というような編制の記述が兵法書にみられる。この影響からか近代の日本にも伍長、一兵卒、部隊、旅団というような名称があるように一部名残があるようである。

## 歩兵の能力
歩兵には非常に多岐にわたる実践的な能力が求められる。その歩兵がどのような任務につく部隊に所属しているか、またどのような適性があるのか、予算がどのていど充実しているのかなどによって大きくその教育内容などが変わるので、概略することは難しい。平均的な歩兵の能力について以下は述べる。
- 徒歩での移動能力に関しては歩兵は徹底的に訓練で鍛えられる。歩兵はしばしば50kg以上の装備を担いで、車両が入ってこられないような険しい地形を突破する必要があるため、マラソンや山岳地域の行軍などで体力と強い足腰を鍛える必要性がある。歩兵だけにいえることではないが、歩兵の根本的な任務は徒歩で複雑な地形を走破、また隠密的に移動することであるので、特に重要な事項であるといえる。
- 格闘術は近接戦闘における技術を獲得するためにどの歩兵でも訓練される。国によって訓練される格闘術の種類はそれぞれ異なる。ナイフの取り扱いもこの一環で訓練され、閉所での戦闘に生かされる。また銃剣の取り扱いを含めた総合的な閉所での戦闘訓練を受ける場合もある（詳しくはCQC、CQB）。
- 射撃能力によってその歩兵の戦闘力が大きく左右される。銃の操作・メンテナンス方法や射撃時の姿勢、基本的な射的訓練、次々と現れる的を素早く的確に狙う訓練は特に重要であり、反射的に銃を目標に対して的確な姿勢で向けるようになり、素早く銃が取り扱えるようにならなければ実戦で優位に立つことは難しい。
- 戦闘陣地の建設のノウハウを歩兵がきちんと把握しておけば、あらゆる局面で敵の攻撃の被害を軽減できる。塹壕（ざんごう）を掘る位置や形、また人員の配置などには一定の理解に基づいて建設されなければ、十分に機能しない。また建設の要領を歩兵全員がわかっていれば短時間で戦闘陣地を建設できる。こういったノウハウはすべての歩兵が熟知することが望ましい。塹壕の底に50cm程度の溝を作っておけば、手榴弾が投げ込まれても溝に落ちるので比較的安全、などといった細かい知識が戦場では生死を分けることもある。
- 歩兵はその自己完結性が強く求められる兵科であるのでサバイバルの技能も重要視される。野生の動植物を食べられるか判別する知識や、潜入技術やナイフ格闘、負傷した際の応急処置（野戦衛生学など）や地図やGPSがない状況での地形把握などの幅広い技能がこれにあたる。しかし全ての歩兵がこの技能を身につけられるわけではなく、選りすぐられた人員で編成する特殊部隊などが主に訓練を行う。日本の自衛隊ではレンジャーが特にサバイバルを重視した訓練を受けている。

なお歩兵個人が戦闘中に死亡することは戦死というが、戦時下において歩兵を死に至らしめたり、あるいは戦闘できないほどに消耗させてしまうのは、何も敵による攻撃だけとは限らない。事故・疾病・飢餓といった危機的状況は平和で安全な文明社会にいるときよりも、より深刻なダメージを与えうる。こういったダメージで兵員が損耗することは部隊、ひいては軍隊にとっても大きな損失となるため、各々の歩兵は必要に応じて自身の身を、それら敵以外から受けるダメージを防ぐ知識と技能も要求される (→歩兵の損耗に関しては、戦死を参照)。

## 運用と戦術
陸上戦闘で最も発生しやすい損害の大部分は歩兵である。しかし敵の陸上戦力を掃討して敵拠点を征圧しなければ戦争の勝敗を決定的なものにすることは難しい。そのため戦車、火砲、航空機などの兵器を用いて、まず敵部隊の圧倒的な戦闘力を破壊し、敵に逆襲が不可能な損害を与えてから歩兵部隊を投入することが望ましいと考えられている。（小隊や分隊レベルの歩兵の運用については歩兵の戦術を参照）

### 現代における基本的な仕事
歩兵の仕事の大部分は移動、残りは防御陣地の建設と維持であり、その余禄に一割にも満たない戦闘が含まれる。映画などの娯楽作品では、往々にして歩兵は常に撃ち合いをしている様に描かれるが、実際にそのような状況下では、敵も味方も精神的に疲弊して戦闘ストレス反応（戦争神経症 shell shock）を示す場合がある。第二次世界大戦の研究によれば、100日～200日にわたって戦闘を生き延びた兵士のほとんどが心身共に磨耗し、戦闘不能になってしまっている。実質的に頻繁な戦闘行動が行われるのは、どちらかが一方的に大量の人材や物資を投入して、攻め上げている場合のみである。今日のアメリカがこの様式で、相手を疲弊させ、戦争の早期決着を目指す作戦を取っている。しかしながら、近年の湾岸戦争やイラク戦争などでは即席爆発装置（IED）で手足を失う兵士や心的外傷後ストレス障害などを患う兵士も多く、アメリカは国内外から強い反発を受けている（戦術を参照）。

#### 戦闘
戦闘は歩兵にとってもっともつらく苦しい仕事となる。戦闘はその目的や環境、参加戦力の規模や種類によってさまざまな形態がある（塹壕戦、市街戦、上陸戦など）。戦闘においては歩兵は基本的に班、分隊ごとに編成され部隊単位で動き、基本的に各々が別々の方向を警戒することで死角をなくす隊形をとりながら移動する。その地域の危険度によって歩兵が移動する際の手順は若干異なる。危険度が比較的低い場合においては全員が全方位に対して警戒を払いつつ、一度の攻撃で全滅しないように歩兵間の間隔をあけながら一斉に移動する（この間隔はジャングル戦、野戦などによって違う）。実際に戦闘に入れば、基本的に二つほどの班に分かれ、敵に対して制圧射撃（機関銃での射撃や煙幕を張ることを指し、敵の殺傷が目的ではなく、敵の行動を封じることが目的である）を交互に繰り返す。一方が射撃を行っている間にもう片方が敵よりも優位な地点を確保し、より優位な状況で戦闘を展開していく。これは現代における歩兵機動戦術の基本であり、こういった過程において敵味方戦力の分析ミスによる間違った戦術や、武器装備の不調、火力の不足、機動力の不足、部隊の士気低下、指揮官の失敗、チームワークの欠落などにより歩兵はしばしば死傷する。戦車や装甲車、迫撃砲などがあればより重火器で攻撃することができ、歩兵の負担は軽くなる。

#### 警察・治安活動
制圧占領した都市や村落の治安警備活動はかならず歩兵部隊の担当業務となる。占領地域の治安業務は戦時国際法に決められた占領軍の任務であり、その地域の行政機構が機能するかぎり協力しながら、通常の保安業務のみならず交戦勢力やゲリラなどによる地域住民を対象としたテロ攻撃から防護する必要がある。

### 戦車と歩兵
戦車は強力な火砲と機動力を備えており、敵の装甲車、戦闘陣地、銃座などに効果的な打撃を与えることができる一方、地形適応力や柔軟性は歩兵に劣る。戦車と比較すると、歩兵部隊は無力に思われるかもしれないが、塹壕や遮蔽物に隠れ、有効な対戦車兵器を装備した歩兵は、高価な運用コストゆえに数で劣る戦車部隊より信頼性の高い戦力となる。
戦闘車両は一般に視界が劣悪である。戦車は強固な装甲を備える一方、対戦車兵器を携行した歩兵に接近されると脆弱である。歩兵は地形に潜伏あるいはカモフラージュを施して戦闘車輌を待ち伏せることができる。肉薄に成功、または敵戦車に発見されなかった歩兵は、敵戦車の視界外から、車体後部や機関室上面など装甲の薄い箇所に攻撃を行い、これを破壊することができる。市街戦では戦車1台は概ね歩兵1～2個分隊程度の戦力に過ぎないと言われる。ゆえに視界の悪い地形・状況下で戦闘車輌が単独行動を行うのは非常に危険であり、随伴歩兵との連携が欠かせない。
また、歩兵部隊はある程度の人的被害を出しても部隊再編成を行い、柔軟な運用が可能だが、整備部隊から離れて行動している戦車が車体にダメージを受ければ車両を放棄するほか無い。行動可能な場所が限定されることから、地雷にも狙われやすい。

### ゲリラ戦
恐らく、過去現在問わず歩兵の柔軟性・有能性が一番発揮されるのは市街地やジャングルなどの閉鎖的地形でのゲリラ戦である。『孫子』にも書かれているように、太古の昔から、戦術的に複雑な機動が出来る少数精鋭によるゲリラ戦は、動きが鈍い重武装かつ大規模な敵戦力に対して有効な戦法として見られてきた。敵に気付かれず接近、奇襲攻撃で損害を与え、本格的な反撃が始まる前に撤収するのが基本であり、一方的に戦闘の主導権を維持することで精神的ストレスも敵に与えることができる。現在でもその図式は変わらず、また火器性能の著しい発達もあり、巨大勢力にとって小規模かつそれなりの練度があるゲリラ兵は脅威に他ならない。ただし、この戦術が有効なのは市街地やジャングルなどの遮蔽物が多数存在する場所に限られ、また敵情を確実に把握するための情報網や人脈、地形に通じた誘導員などが必要である。正規軍の特殊部隊によるゲリラ戦術（例・第二次世界大戦における、北アフリカでの英軍の特殊部隊）以上に、武装した民間人によるゲリラ戦術（例・第二次世界大戦でのドイツ占領下の各国のレジスタンス、パルチザン、ベトナム戦争でのベトミン、南ベトナム解放民族戦線）の方が活発である。

### 戦争以外での任務
平時における歩兵は戦闘とは無縁の駐屯地や基地で訓練や雑用に追われる日々を送る。国によって差はあるが、欧米の軍隊では普通一日八時間程度の勤務を週五日か六日間こなす。演習がなければ、早朝六時ごろから決められたスケジュールに沿って行動する。訓練においては徹底的に歩兵は苦しい状況に慣れさせられることで、部隊の結束を強め、部隊戦術を覚え、実戦に備える。
また冷戦終結後は、戦争以外の仕事について歩兵の重要性が高まっている。具体的には、国連の平和維持活動、テロなどの緊急事態における、また対ゲリラ活動などの治安維持活動、災害救助活動などである。こうした任務をMOOTW（Military operations other than war）と呼ぶことがある。
テロ事件などにおいては歩兵は柔軟な戦闘力を持ちえることから、人質をとった立て篭もり、ハイジャックなど精密かつ迅速な攻撃が求められるテロの対応においては非常に優秀であり、各国の警察や軍隊でもこういった人質救出を専門とした訓練を受けた歩兵の部隊が特殊部隊として保有されている。彼らは建物や飛行機だけでなく、列車、自動車、バスなどありとあらゆる閉鎖空間で的確な動きができるように日々CQB訓練を受けている。

## 装備
現代の戦闘を戦う歩兵の装備はその国の軍隊によってさまざまだが、一般的に使用される装備がある。しかし、その種類は非常に多様であり、ここでは主な装備に限って取り上げる。
- 小銃や拳銃などの小火器は近代以降における歩兵の主力となる武器である。主にAK-47やM16などの自動小銃がその殺傷力と連射速度から多くの現代の陸軍で歩兵の標準装備に用いられるが、室内などの閉鎖的な空間での戦闘が予想される場合はMP5などの銃身が短く取り扱いやすい短機関銃が用いられる場合がある。また、歩兵の火力をより高めるためにミニミ軽機関銃などの機関銃が分隊には配備される。これらの火力は戦闘を有利に進めるために欠かせないものになっている。拳銃は閉所での戦闘などの状況以外では歩兵の補助的な武器として装備される。工兵や衛生兵など直接戦闘を行うわけではない兵科でも、緊急事態ではこういった武器を使って歩兵として戦うことができるように全員が訓練を受けている。
- 爆薬や手榴弾は設備の爆破やブービートラップの設置などに必要である。工兵がこういった分野の訓練を集中的に受けるが、普通の歩兵でも一通りの取り扱いは心得ることが求められる。高性能爆薬であるプラスチック爆弾はイギリス陸軍などによって使用されており、橋や建物などを破壊するために一部の歩兵に渡されている。また、手榴弾などは遮蔽物に隠れた敵を攻撃するときなどに使用されるが、市街戦などで特にその効果を発揮する。敵が立て籠もった室内に突入する直前に手榴弾で敵を攻撃しておけば、敵は出入り口に対する待ち伏せ攻撃ができなくなる。また、地雷や手榴弾は戦闘陣地を構築する時にも重要な武器であり、対戦車地雷や手榴弾を使ったトラップを侵入予想経路に仕掛けておけば、敵に損害を与えることができる。
- 防護装備は歩兵の生命を部分的だが守ってくれる。防弾チョッキやヘルメットは弾丸や弾片から身体を守るが、その効果は防護装備の形状やグレード、飛来した物体の性状や速度など、様々な条件によって影響を受けるため絶対的なものではない。一部で防弾チョッキなどは重く、機動力を削ぐと考えられているが、防弾チョッキには負傷者を25%減少させた実績があるため、決して無駄なものではない。しかし、これらの装備は高価なので、米国やイスラエルなどの先進国を中心に採用されている。
- 迷彩服はその視覚効果で視認性を下げ、敵に発見されにくくするカモフラージュ効果がある。狙撃兵など絶対に敵に発見されないことが求められる兵士は、さらに偽装・隠蔽を施し、視認性を落とす努力を払っている。
- 無線通信機器は特定の歩兵にのみ渡されているものだが、他の部隊との連携を維持し、指揮系統を維持するために現代においては特に重要であると考えられている。特に歩兵部隊は火砲や航空機、戦車などの支援なしで効果的な攻撃を行うことはほぼ不可能であり、組織的な連携の中で歩兵部隊はその戦闘力を発揮することができる。しかし、電子戦において敵の探知システムに傍受されることや、ジャミングで妨害される場合もある。
- 生活用品として歩兵たちは雑多な道具を携帯している。食料セットや水筒、携帯用のシャベル、ナイフ、通信機器、鎮痛剤や消毒液などが入った救急セットなど非常に多くのものを装備することとなり、これが近年歩兵、特に隠密行動を重視し自動車化を進めにくい特殊部隊の装備の重量を飛躍的に重くしており、各国は近年それら装備の見直しを推し進めている。

## 歩兵の未来
アメリカなどの先進国では、歩兵の人的被害が国内世論にとって致命的な反戦ムードを与える事が、ベトナム戦争以降の教訓として残っているため、歩兵の生存帰還率を引き上げる機械化に極めて熱心である。戦争以外の任務など任務の多様性は増す一方であり、歩兵の教育・訓練コストの上昇もこの歩兵の人的損害を軽減させる研究の推進を後押ししている。
2010年現在、欧米の軍隊を中心とした歩兵装備の見直しの研究や装備の改良などが進められており、特に歩兵個人単位でのネットワーク化が試験されている。1990年代より携帯情報端末などを装備した先進歩兵システムの開発が行われてきており、ウェアラブルコンピュータの導入などにより、歩兵一人辺りへの個別指示の密度も高くなることも予測されている。これらの状況から、軽量なHMDを内蔵する動力付きの甲冑を装備した歩兵や、NBC兵器によって汚染された地域でも行動できる防護性の高いスーツを着込んだ歩兵などの将来像が考えられている。パワードスーツ（外骨格スーツ）の導入や、通信や情報伝達・相互連携にコンピュータとのインターフェースの改良による総合的な情報処理技術の導入なども長期的な視点で検討している。
しかし銃器の威力向上や電子戦技術の発展、また現在のバッテリーの技術力などから考えて、歩兵の将来は安全で快適なものになることは非常に難しいと現時点では考えられている。火器の攻撃力は高まり、センサの精度が上がったことで夜間や悪天候における殺傷力は大きく飛躍している。また生物兵器や化学兵器などが世界的に拡散しており、歩兵を取り巻く武器や兵器はより強力になる一方、歩兵はより強力な防御力が要求され、本質的には「矛と盾」の延々と続く競争の延長に過ぎない。また、歩兵が取り扱わなければならない通信装備などが高度化し、市街戦などの増加もあって戦闘の中身も複雑化しているので、教育水準の高い人材がますます歩兵として求められている。
戦場の機械化・無人化の行き着く果てには、究極的には完全無人、自律制御のロボット兵士があるという考えもあるが、近年増加傾向にある市街戦のような敵味方以外に民間人などが混在する複雑な戦場における自律制御型ロボットの敵味方識別能力や交戦規定を考慮した行動能力にはまだまだ問題があり、将来の歩兵が自律ロボット化することの現実性はロボット技術やAIの技術的な面から難しいのが現状である。ただ攻撃など最終的な判断は操作する兵士に委ねられるような自律制御でないリモートコントロール式のロボットの実戦配備は進められており、これらは従来歩兵が携帯している武器の延長的な運用をされるほか、歩兵に先行して周囲を偵察するために利用されている。このほか、輸送や負傷者の後方への搬送など非戦闘任務においての活躍が期待される自動走行するロボット自動車も研究中である（→ロボット#兵器）。